# Bénévent-et-Charbillac
Bénévent-et-Charbillac – miejscowość i gmina we Francji, w regionie Prowansja-Alpy-Lazurowe Wybrzeże, w departamencie Alpy Wysokie.
Według danych na rok 1990 gminę zamieszkiwało 221 osób, a gęstość zaludnienia wynosiła 18 osób/km² (wśród 963 gmin regionu Prowansja-Alpy-W. Lazurowe Bénévent-et-Charbillac plasuje się na 605. miejscu pod względem liczby ludności, natomiast pod względem powierzchni na miejscu 640.).